# Изосимов, Александр Владимирович
Алекса́ндр Влади́мирович Изо́симов (17 ноября 1939, Краснодар — 30 октября 1997, там же) — советский боксёр.  Пятикратный  чемпион СССР (1959, 1964—1967). Чемпион Европы (1965). Заслуженный мастер спорта СССР (1965). Выдающийся боксёр СССР (1967).

## Биография
Александр Изосимов родился 17 ноября 1939 года в Краснодаре. Активно заниматься боксом начал в раннем детстве, проходил подготовку в местной команде «Трудовых резервов» под руководством выдающегося тренера Артёма Лаврова. Первого серьёзного успеха на ринге добился в 1959 году, когда дебютировал на взрослом чемпионате СССР и ко всеобщему удивлению сразу же стал чемпионом в тяжёлом весе. Тем не менее, дальше в его карьере наступил некоторый спад и в течение нескольких лет он не мог пробиться в основной состав национальной сборной. В частности, на первенствах страны 1960 и 1962 годов он сумел дойти только до стадии четвертьфиналов. В 1963 году имел реальные шансы стать лучшим, однако в решающем бою потерпел поражение от титулованного Андрея Абрамова.
Несмотря на затяжную серию неудач, в 1964 году Изосимов всё-таки вернул себе чемпионское звание и впоследствии удерживал его в течение четырёх сезонов, побеждая всех отечественных тяжеловесов. Должен был представлять страну на Олимпийских играх в Токио, но вместо него руководство команды отправило туда обладателя Кубка Европы Вадима Емельянова, который выиграл там бронзу. В 1965 году Александр Изосимов одолел всех своих соперников на европейском первенстве в Восточном Берлине, получив тем самым титул чемпиона Европы — за это достижение удостоен звания заслуженного мастера спорта. В 1967 году на Спартакиаде народов СССР в Москве в пятый раз выиграл титул чемпиона страны и был признан «Выдающимся боксёром СССР». На чемпионате Европы в Риме пытался повторить успех двухлетней давности, тем не менее, на сей раз дошёл лишь до четвертьфинальной стадии, потерпел поражение от малоизвестного англичанина Питера Боддингтона.
Почти весь сезон 1968 года Изосимов пропустил из-за травмы, именно по этой причине вынужден был отказаться от поездки на Олимпийские игры в Мехико. В 1969 году он вернулся на ринг и хотел вернуть себе лидерство в зачёте национального первенства, однако в конечном счёте сумел дойти только до полуфинала чемпионата Советского Союза и получил бронзовую медаль. Затем последовал ещё один перерыв в карьере, спортсмен перешёл в команду «Спартак» и от этого клуба выступил на первенстве СССР 1972 года, где первый же свой поединок проиграл. Вскоре после этих соревнований принял решение покинуть спорт. Всего в любительском олимпийском боксе провёл 200 боёв, из них 180 окончил победой.
Умер 30 октября 1997 года, похоронен на Городском кладбище в Краснодаре.